# Christian Dior (företag)
För andra betydelser, se Christian Dior.
Christian Dior är ett franskt modehus som grundades 1946 av modeskaparen Christian Dior som i lyxklass framför allt tillverkar kläder i haute couture, accessoarer, kosmetik, handväskor, skor och parfymer. Dior har exklusiva butiker i större städer världen över.

## Historik
Företaget grundades 1945 av skräddaren Christian Dior tack vare sin vän entreprenören Marcel Boussac som investerade 60 miljoner franc i projektet och köpte honom ett hus i hans namn på avenue Montaigne 30 i centrala Paris.
Den första kollektionen, The New Look och modehusets första parfym, Miss Dior, som blev lanserad samma år blev berömd 1947 och Dior blev snabbt ett berömt namn i modekretsar. Företaget expanderade fort och 1949 öppnade den första butiken i New York. I slutet av detta år bestod Dior av 75% av Frankrikes lyxmodeexport och 5% av landets totala export.
Först bestod produktionen av enbart kläder. Sedan, 1950, expanderade man produktionen till att inkludera även handväskor, hattar, handskar, skor och smycken.
När Christian Dior avled 1957 togs koncernen tillfälligt över av den unge Yves Saint-Laurent, som sedan tvingades lämna företaget på grund av värnplikt, efter att ha lanserat 6 kollektioner, som alla var fokuserade på nyskapande. Han öppnade sedan sitt eget modehus.
Saint-Laurent ersattes av Marc Bohan sent under 1960, som var mer konservativ i sitt mode, utan att förändra företaget Diors stil i helhet.
Efterföljaren till Bohan blev 1985 Bernard Arnault som idag leder företaget. Arnault är för närvarande den 14:e rikaste personen i världen. 
År 2012-2015 var Raf Simons creative director för Dior och skapade många uppmärksammade kollektioner. Sedan 2016 är det Maria Grazia Chiuri som är Diors creative director, och sedan 2018 är Kim Jones creative director för herrsektionen Dior Homme.